# Midge Decter
Midge Rosenthal Decter (* 25. Juli 1927 in Saint Paul, Minnesota; † 9. Mai 2022 in Manhattan, New York) war eine US-amerikanische Publizistin und Journalistin.

## Leben
Decter besuchte die University of Minnesota, das Jewish Theological Seminary und die New York University. Danach arbeitete sie u. a. für Commentary und Harper’s Magazine. Sie publizierte u. a. in The Atlantic, The Weekly Standard, National Review, The New Republic und The American Spectator. Sie war stellvertretende Vorsitzende der antikommunistischen Denkfabrik Committee for the Free World. Außerdem war sie Gründerin der konservativen Non-Profit-Organisation Independent Women’s Forum, Mitglied des Board of Trustees der Heritage Foundation und Mitglied der Philadelphia Society. Sie war eine Unterzeichnerin des Statement of Principles des Project for the New American Century.
Sie war mit Norman Podhoretz verheiratet und hatte vier Kinder, darunter John Podhoretz.

## Auszeichnungen
- 2003: National Humanities Medal
- 2008: Truman-Reagan Medal of Freedom

## Schriften (Auswahl)
- The Negro & the New York schools. A commentary report. American Jewish Committee, New York 1964.
- The Liberated woman and other Americans. Coward, McCann & Geoghegan, New York 1971.
- The new chastity and other arguments against women’s liberation. Coward, McCann & Geoghegan, New York 1972.
- Liberal parents, radical children. Coward, McCann & Geoghegan, New York 1975.
- The Transatlantic Crisis. A Conference of the Committee for the Free World. Orwell Press, New York 1982.
- Old Wife’s Tale, An. My Seven Decades in Love and War. Regan Books, New York 2001, ISBN 0-06-039428-5.
- Rumsfeld: A Personal Portrait. Harper Collins, New York 2004, ISBN 0-06-056091-6.